# Bisdom San Francisco de Asís de Jutiapa
Het bisdom San Francisco de Asís de Jutiapa (Latijn: Dioecesis Santi Francisci Assisiensis de Iutiapa) is een rooms-katholiek bisdom met als zetel Jutiapa, in Guatemala. Het bisdom is suffragaan aan het aartsbisdom Santiago de Guatemala. 

## Geschiedenis
Het bisdom werd opgericht op 25 januari 2016, uit delen van het bisdom Jalapa.

## Parochies
Het bisdom had in 2022 een oppervlakte van 3.219 km2 en telde 513.000 inwoners waarvan 81,1% rooms-katholiek was.

## Bisschoppen
- Félix Eduardo Antonio Calderón Cruz (25 januari 2016 - heden)